# إيفرت جاكوبسون
إيفرت جاكوبسون (بالفنلندية: Evert Jakobsson)‏ هو رامي الرمح ‏ فنلندي، ولد في 16 فبراير 1886، وتوفي في 16 يوليو 1960.

## وصلات خارجية
- إيفرت جاكوبسون على موقع الاتحاد الدولي لألعاب القوى (الإنجليزية)
- إيفرت جاكوبسون على موقع أوليمبيديا (الإنجليزية)